# Cerej
Cerej – wieś w Słowenii, w gminie miejskiej Koper. 1 stycznia 2018 liczyła 126 mieszkańców.